# 팔로 알토 전투
팔로 알토 전투(Battle of Palo Alto)는 미국 멕시코 전쟁의 첫 주요 전투로 1846년 5월 8일 현재의 텍사스주 브라운즈빌에서 8km 떨어진 분쟁지에서 벌어진 교전이다. 마리아노 아리스타 장군이 이끄는 약 3,400명의 멕시코 북부군(Army of the North)의 일부가 재커리 테일러 장군이 이끄는 2,300명의 미군 점령군(Army of Occupation)과 교전을 벌였다.:19,57

## 배경
전투는 미합국군이 세운 ‘텍사스 요새’를 멕시코 군이 포위하려고 한 결과 일어났다. 멕시코 군은 그 요새가 멕시코령 텍사스의 경계 내에 세워진 것으로 간주했다. 이사벨 항구에서 물자를 공급받은 재커리 테일러 장군은 먼 곳에서 포격의 보고를 들었다. 멕시코군은 텍사스 요새를 포위하고 공격했다.(참고, 〈텍사스 요새 포위전〉) 테일러는 그의 부대를 모아 요새 내에 고립된 병사들을 구출하기 위해 돌진했지만, 아리스타 장군이 이끄는 멕시코군의 방해를 받았다. 프란시스코 메히아 장군 휘하의 또 다른 멕시코군 부대가 브라운 요새와 마타 모로스에 남아 있었다.

## 전투
아리스타 장군의 군대는 1마일에 걸쳐 펼쳐져 있었고, 미합중국의 총검 공격을 불가능하게 했다. 심상치 않은 움직으로 테일러는 적을 공격하기 위해 총격대를 전진 이동시켰다. 이 새뮤얼 링골드 소령이 개발한 전술 “날으는 포격”(Flying Artillery)은 공격하자마자 다른 위치로 이동하여 다시 발사하는 가벼운 총을 사용하는 전술로 미군은 이 방법으로 전투에서 승리했다. 무겁고 발사가 느린 멕시코 군의 총은 팔로 알토의 깊은 덤불로 좌절을 경험하게 된다. 아리스타는 기병으로 총병에게 측면 공격을 명령했지만, 미군의 “날으는 포격”(Flying Artillery)은 접근하는 기병대를 물리칠 수 있었다.

## 여파
링골드는 전투에서 입은 부상으로 사망했지만, 그의 죽음은 미국 측의 사기를 끌어올리는데 중요한 역할을 했다. 첫날 전투 이후 테일러는 멕시코군이 전장에서 철수하고, 다음 교전지인 레사카 드 라 팔마로 야영지를 이동한 것을 보고 빠르게 행동했다.
멕시코군은 몇 가지 이유로 미군보다 큰 사상자를 냈다. 멕시코군은 미군보다 화약이 부족했고, 그들이 사용하는 대포와 소총의 사정거리가 짧았다. 부족한 화약은 빨리 폭발하는 경향이 있었고, 그 때문에 많은 병사가 더 소량의 화약을 장전하였고, 그것은 무기의 사정거리에도 영향을 미쳤다. 멕시코군은 대부분이 훈련되어 있지 않았고, 휘발성 화약을 종종 두려워하기도 했다. 전쟁 중 전형적인 멕시코 병사는 미군보다 기술적으로 조악한 무기를 가지고 있었다. 아리스타 군인이 사용했던 소총은 영국군이 1세기 전 나폴레옹 전쟁과 미국 독립 전쟁에서 사용한 것과 같은 영국제의 브라운 베스였다.
교전 지역은 현재 팔로 알토 전장 국립 사적지로 국립공원국이 관리하고 있다.